# Beifußblättriges Traubenkraut
Das Beifußblättrige Traubenkraut (Ambrosia artemisiifolia), auch Ragweed, Beifuß-Traubenkraut, Ambrosia, Beifuß-Ambrosie, Traubenkraut, Aufrechtes Traubenkraut, Wilder Hanf genannt, ist eine Pflanzenart aus der Familie der Korbblütler (Asteraceae). Sie keimt im Frühjahr bis Sommer und ist ein einjähriges sogenanntes Unkraut. Die Pollen des Beifußblättrigen Traubenkrautes, aber auch der Hautkontakt mit dem Blütenstand, können bei sensiblen Menschen heftige allergische Reaktionen auslösen.

## Beschreibung

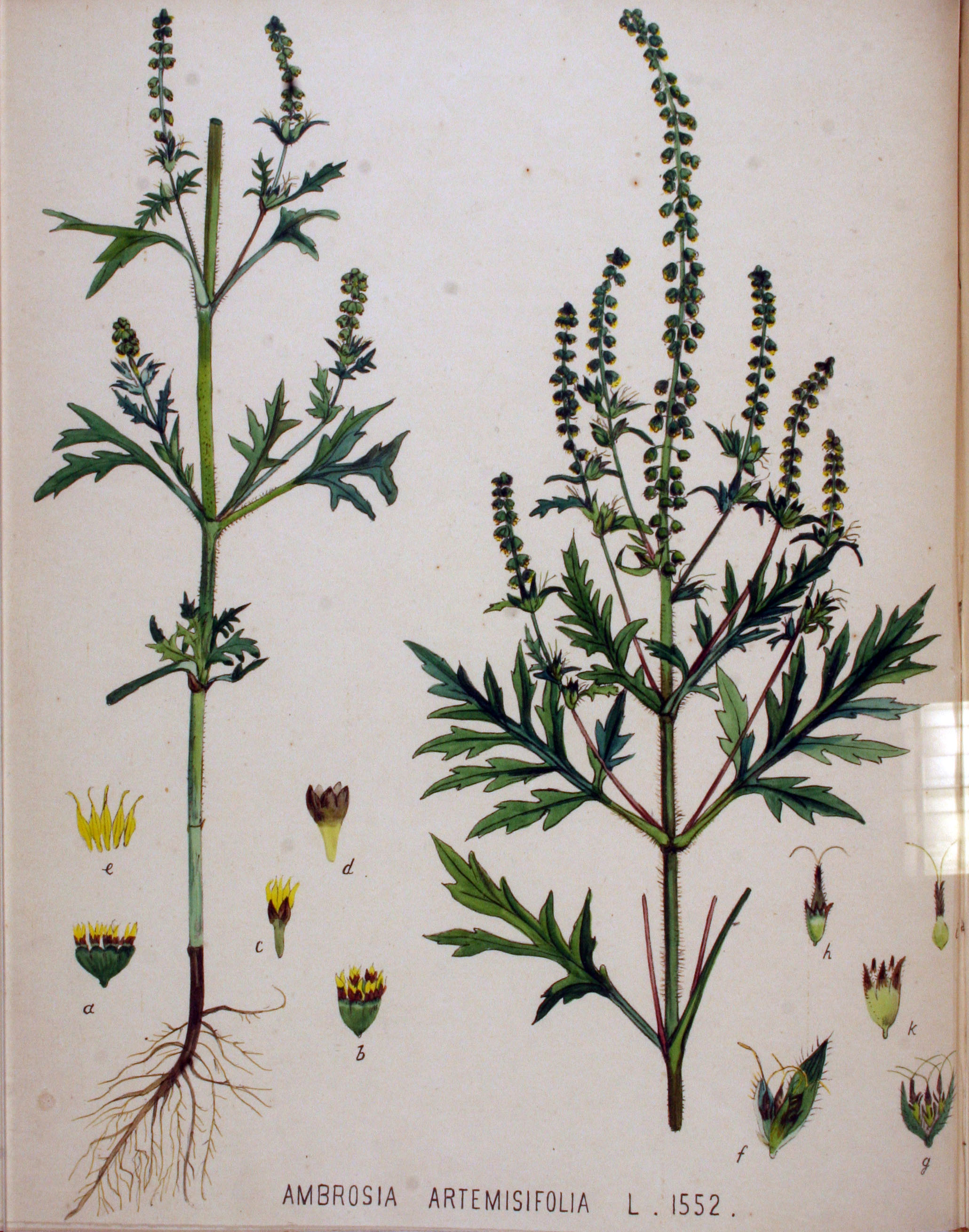
Illustration aus Flora Batava, Band 20

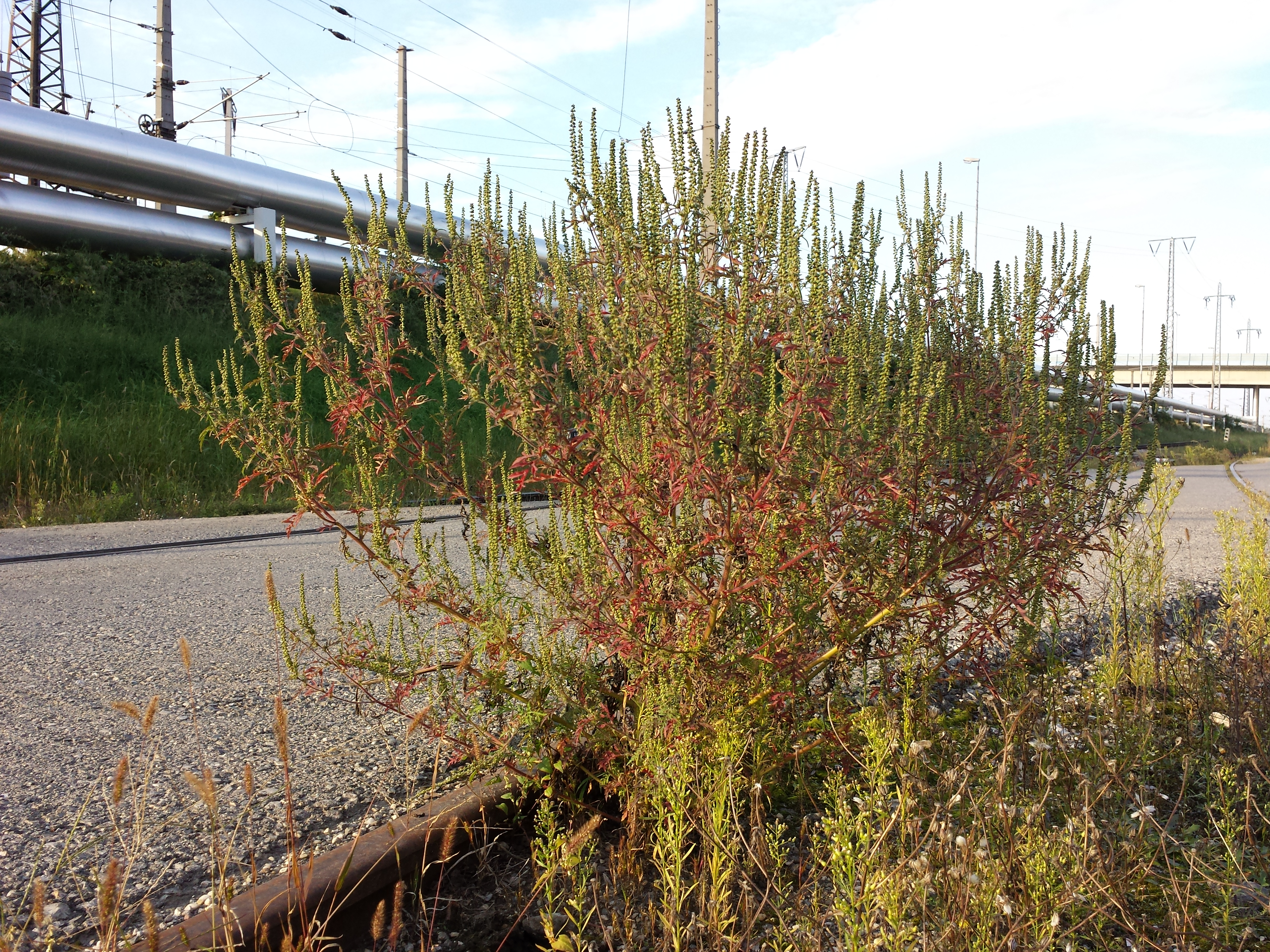
Habitus

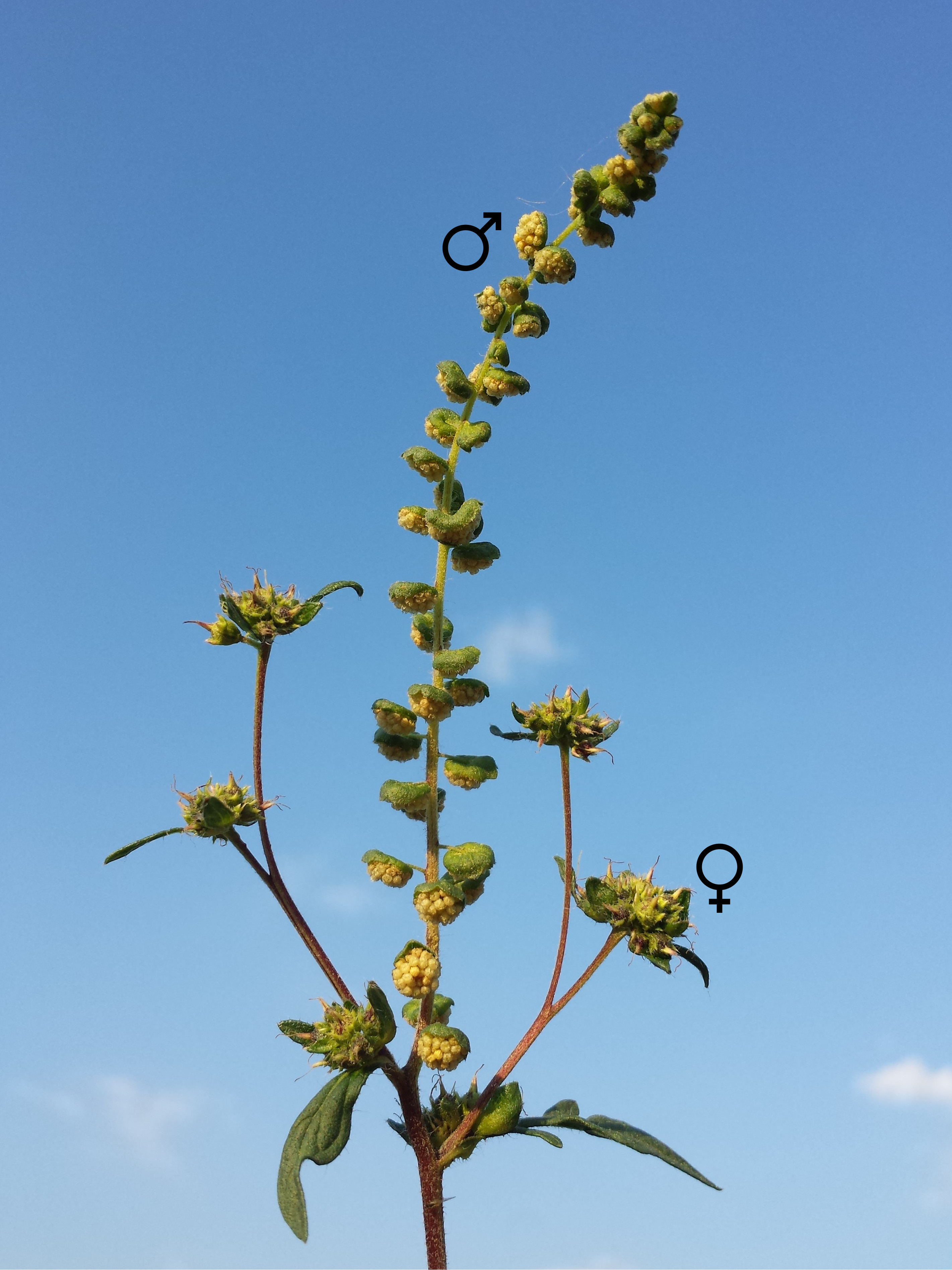
Blütenstand: oben Körbe mit nur männlichen Blüten, unten Teilblütenstände mit Körben mit jeweils nur einer weiblichen Blüte

Korb mit männlichen Blüten

Korb mit nur einer weiblichen Blüte

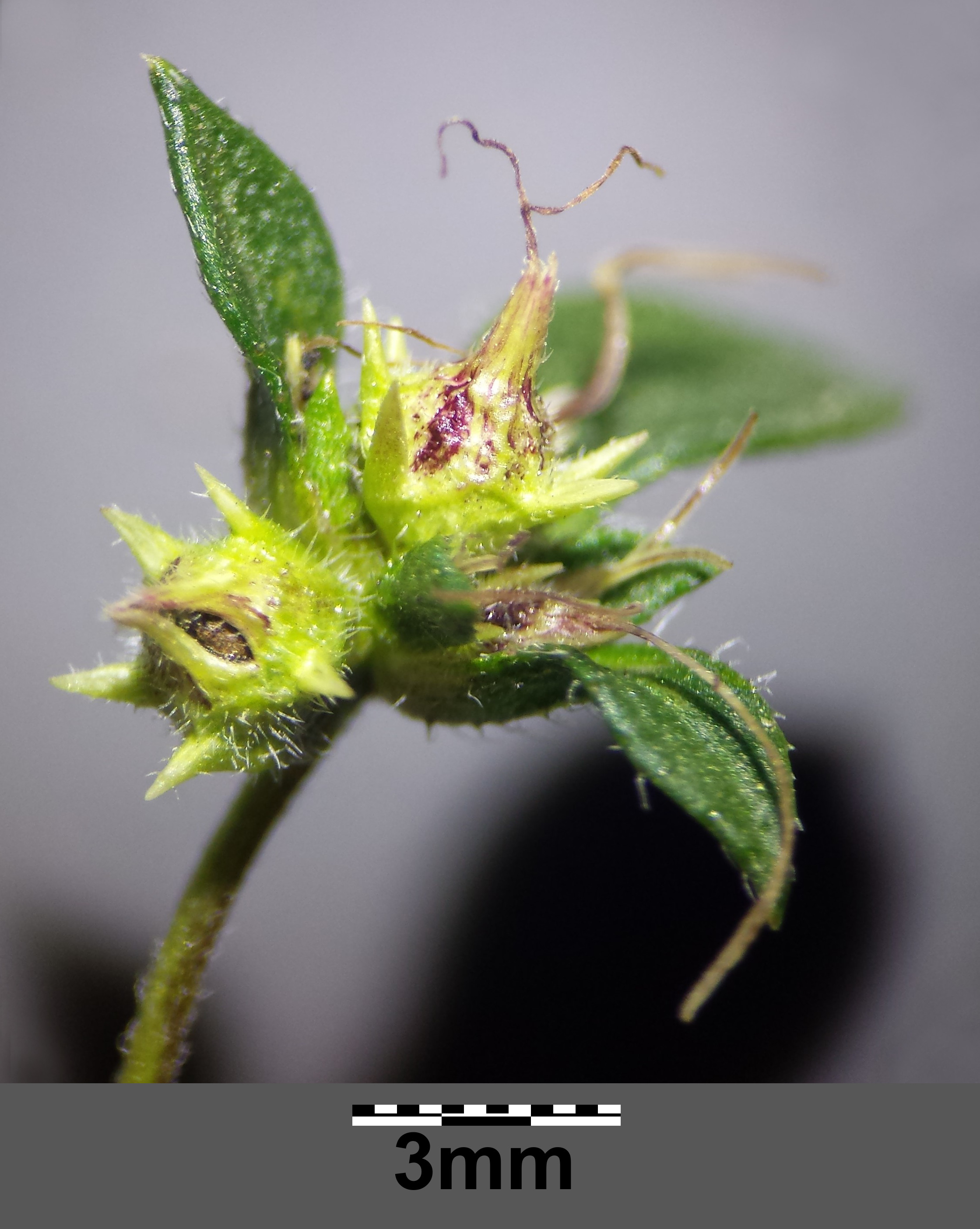
Fruchtstand

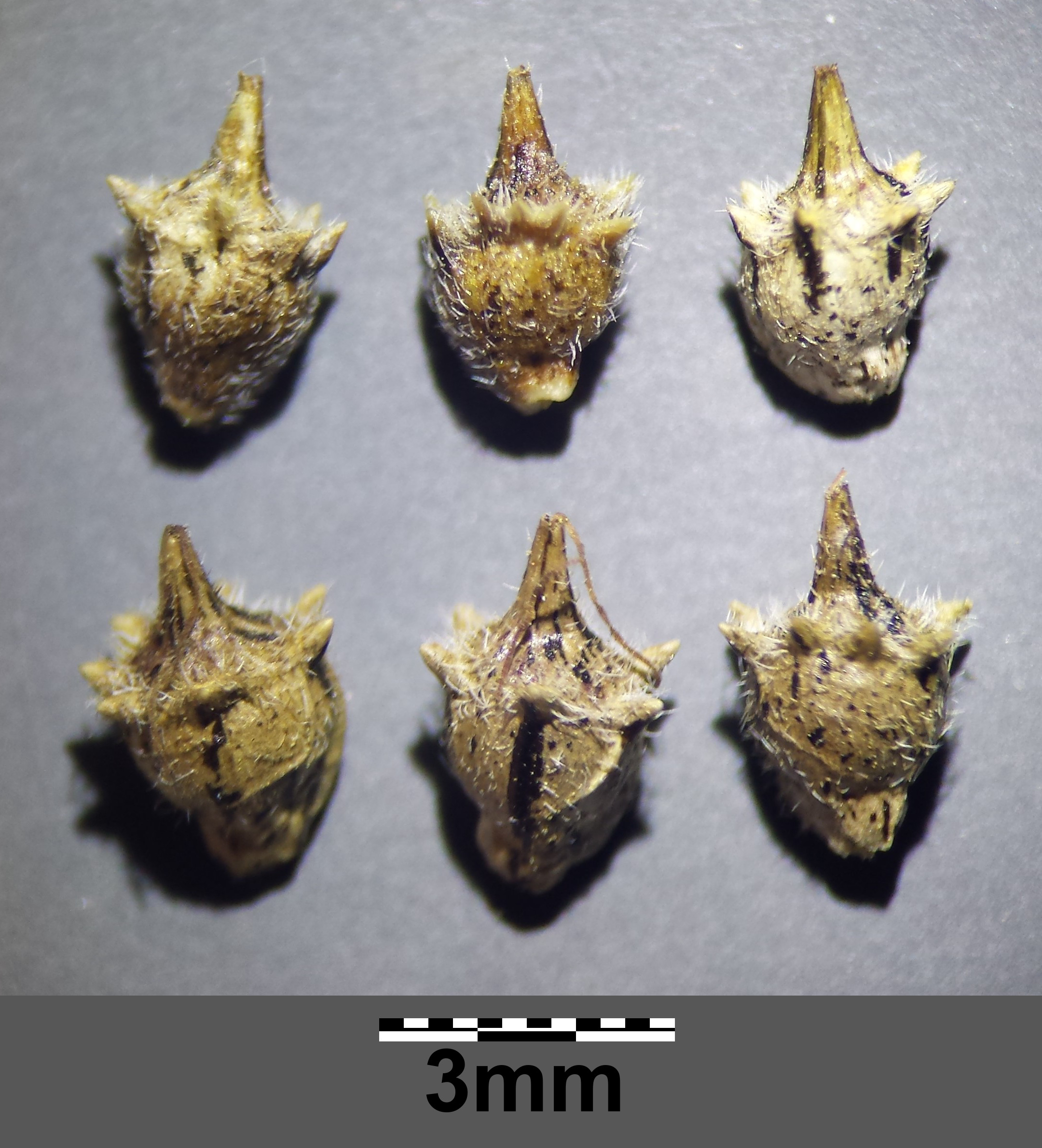
Reife Fruchtkörbe

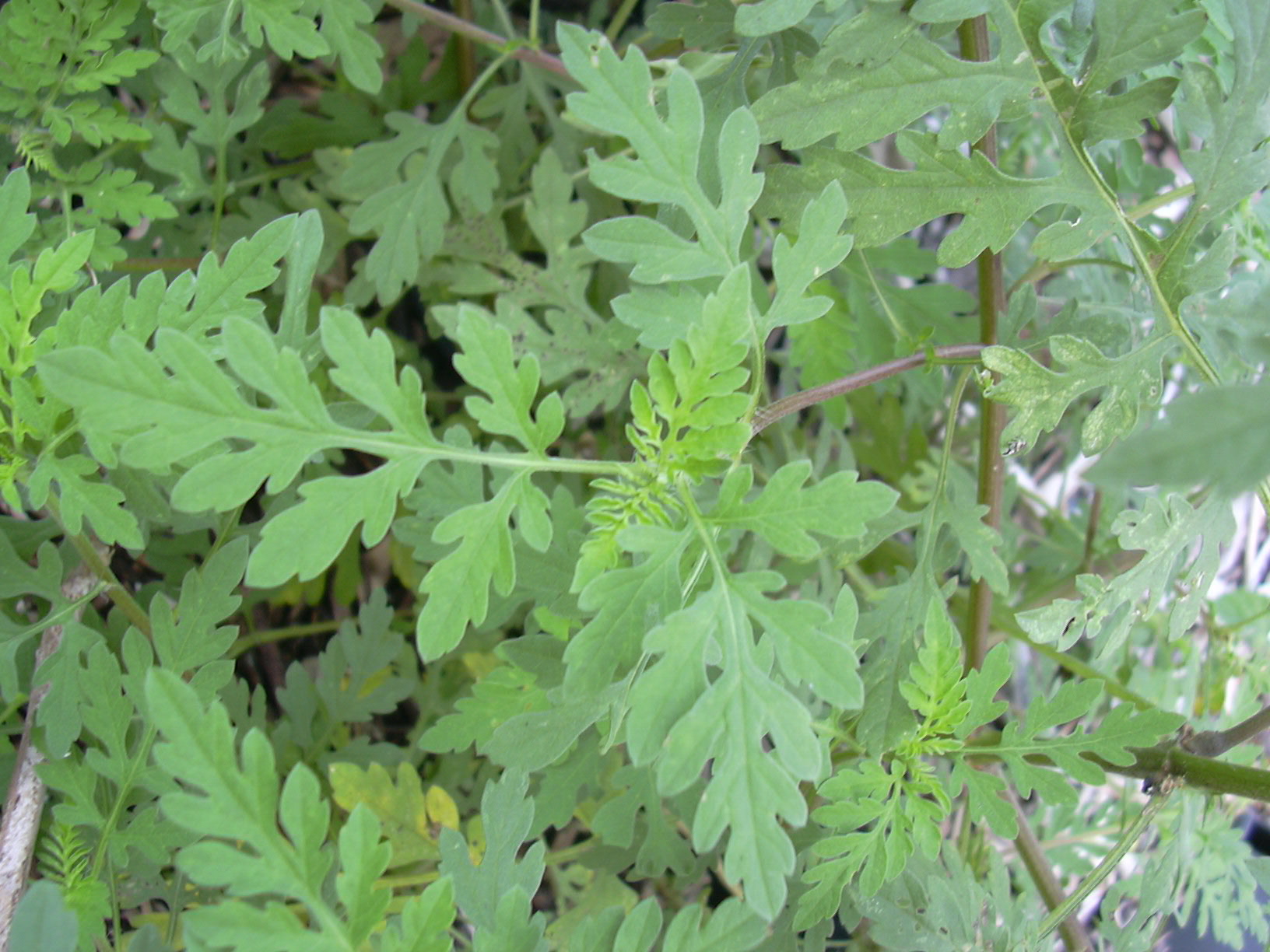
Doppelt fiederteilige Laubblätter

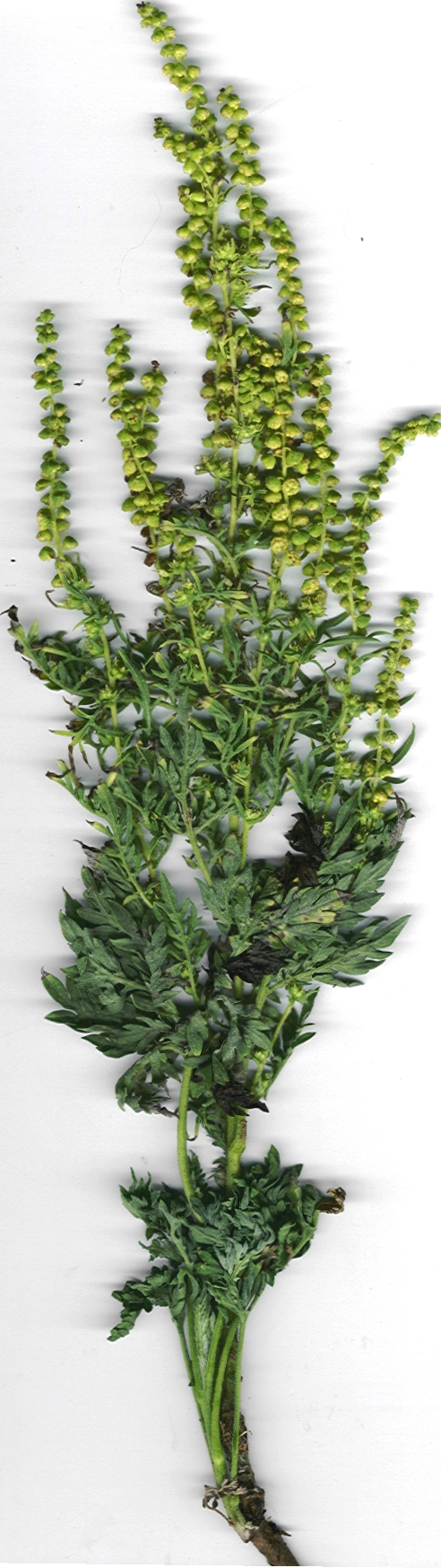
Habitus

### Vegetative Merkmale
Das Beifußblättrige Traubenkraut wächst als einjährige krautige Pflanze und erreicht gewöhnlich Wuchshöhen von 20 bis 150 Zentimeter (in Mitteleuropa maximal 180 Zentimeter). Sie verfügt über ein faseriges Wurzelsystem. Der behaarte Stängel ist reich verzweigt. Die unten gegenständig, oben wechselständig angeordneten Laubblätter sind meist doppelt fiederteilig.

### Generative Merkmale
Die Blütezeit erstreckt sich von Juli bis Oktober. Das Beifußblättrige Traubenkraut ist einhäusig getrenntgeschlechtig (monözisch), das bedeutet, dass an einem Pflanzenexemplar sowohl weibliche als auch männliche Blüten in getrennten körbchenförmigen Blütenständen ausgebildet werden. Mehrere Dutzend männliche Blütenkörbchen stehen in dichten, blattlosen, etwa 20 Zentimeter langen, traubigen Gesamtblütenständen am Ende des Stängels und der Seitenzweige. Die Blütenkörbchen enthalten ungefähr 5 bis 15 gelbliche Röhrenblüten.
Die männlichen Blütenkörbchen besitzen eine kahle oder schwach behaarte Hülle. Die männlichen Röhrenblüten enthalten fünf freie Staubblätter. Eine Pflanze kann mit ihren männlichen Blüten bis zu einer Milliarde Pollenkörner produzieren.
Die weiblichen Blütenkörbchen befinden sich in Knäueln in Blattachseln gewöhnlich unterhalb der männlichen Blütenstände. Die meist einzige weibliche Blüte mit ihrem unterständigen, zweifächrigen Fruchtknoten wird von der behaarten vier- bis siebenzähnigen Körbchenhülle halb umschlossen. Die stark reduzierten Blütenkronblätter der weiblichen Blüte sind ohne Lupe nicht zu erkennen. Ihr Griffel trägt zwei Narben.
Bei der Reife fallen die Körbchen als Ganzes ab, so dass die Achänen im unteren Teil vom Korbboden und den vier bis sieben Körbchenhüllblättern umschlossen bleiben, die oft an der Spitze Widerhaken tragen. Die 3 bis 4 Millimeter langen und 2 bis 3 Millimeter breiten Achänen sind 1 Millimeter lang geschnäbelt.
Die Chromosomenzahl beträgt 2n = 36.

### Ähnliche Arten
Im Unterschied zum Gemeinen Beifuß ist die Blattunterseite der doppelt bis dreifach gefiederten und lang gestielten Blätter grün (beim Beifuß grauweiß-filzig behaart) und die Pflanze ist einjährig (Beifuß bildet als ausdauernde Pflanze ein dichtes Wurzelwerk aus). Außerdem sind die reich verzweigten Stängel des Traubenkrauts leicht behaart und die Blütenstände gedrungener.

## Ökologie
Das Beifußblättrige Traubenkraut ist eine einjährige, sommerannuelle, aromatisch duftende Pflanze. Es ist eine Kurztagspflanze mit Windbestäubung. Die nur 0,02 Millimeter breiten Pollenkörner werden früh morgens entlassen. Eine Pflanze kann bis zu einer Milliarde Pollenkörner freisetzen. Die Selbstbestäubung ist erfolgreich.
Die Ausbreitung durch Anhaftung wird durch die widerhakige Körbchenhülle begünstigt. Die Hauptausbreitung erfolgt durch den Menschen über verunreinigtes Vogelfutter und mit verschleppter Erde. Pro Jahr können 3.000 bis 60.000 Früchte je Pflanze ausgebildet werden. Fruchtreife ist zwar ab Oktober, aber die Samen reifen wegen der späten Blütezeit in Mitteleuropa nicht sofort aus. Sie bleiben aber als Wärmekeimer bis 40 Jahre keimfähig. Ein vorhergehender starker Frost fördert noch die Keimungsrate.
Ursprünglich konnten die Samen in Mitteleuropa nicht die Fruchtreife erreichen, da die Samen keinen Frost vertragen konnten. Um das Jahr 2000 kam es zu einer genetischen Mutation, nach der die Samen auch Frost vertrugen.

## Vorkommen
Das Beifußblättrige Traubenkraut ist ein Neophyt, der in Nordamerika weit verbreitet ist und von dort unbeabsichtigt nach Europa gebracht wurde. Als Ruderalpflanze wächst es besonders auf gestörten Böden, so beispielsweise an Straßenrändern, in Kiesgruben, an Bahndämmen, auf Baustellen und Schutthalden. Die häufigsten Wuchsorte sind aber Gärten, besonders unter Vogelfutterplätzen, weil mit Ambrosia-Samen verunreinigtes Vogelfutter der Haupteinfuhrweg ist. In einer Untersuchung des Verbrauchermagazins Ökotest aus dem Jahr 2007 waren nur drei von 18 Vogelfutterprodukten frei von Ambrosia-Samen. Nach Ergebnissen aus Bayern und Österreich könnten Ladungsverluste beim Transport von landwirtschaftlichen Produkten aus Osteuropa einen wesentlichen Verbreitungsweg darstellen. Große Bedeutung können neben Straßenrändern in Zukunft Erddeponien und Schuttplätze erlangen, auf denen Baustellenmaterial zwischengelagert wird.
Ihr Erstnachweis in Deutschland stammt aus dem Jahr 1860 aus der Umgebung Hamburgs bei Escheburg von einem Kartoffelacker. Lange Zeit war die einjährige Art ein relativ seltenes und unbeständiges Unkraut auf stark anthropogen beeinflussten Standorten. Erst seit Anfang der 1990er Jahre wurden zunehmende Bestände in Süddeutschland beobachtet, die sich teilweise aus eigener Kraft vermehren konnten. Auch aus anderen Teilen Deutschlands häufen sich in den letzten Jahren Fundmeldungen. Heute befinden sich besonders im Südwesten (Oberrheingraben) und Osten (Lausitz), in Hessen sowie in einigen Städten wie Berlin größere Bestände. Die derzeit bevorzugten Lebensräume sind Gärten, Ruderalflächen, Äcker und Schnittblumenfelder, außerdem landwirtschaftliche Stilllegungsflächen, Baustellen sowie Straßen- und Wegränder.
In Österreich gilt das Beifuß-Traubenkraut in klimatisch warmen Lagen, insbesondere dem pannonischen Gebiet, als eingebürgert. Ansonsten kommt es nur unbeständig vor, ist aber in weiterer Einbürgerung begriffen. Es tritt an mäßig trockenen Ruderalstellen, unter Vogelfutterhäuschen und in Äckern in der collinen bis submontanen Höhenstufe teilweise massenhaft auf. Die Vorkommen erstrecken sich auf die Bundesländer Wien, Niederösterreich, Burgenland, Steiermark und Kärnten sowie unbeständig auf Oberösterreich, Salzburg, Tirol und Vorarlberg.
In der Schweiz trat die Art im Ersten Weltkrieg erstmals auf. Mittlerweile ist sie in Südosteuropa (beispielsweise in der Ukraine, Bulgarien und in Ungarn) weit verbreitet. In anderen Ländern (Italien: Poebene, Frankreich: unteres Rhônegebiet) kommt sie in einzelnen Gebieten bereits häufig vor.
Die ökologischen Zeigerwerte nach Landolt et al. 2010 sind in der Schweiz: Feuchtezahl F = 3 (mäßig feucht), Lichtzahl L = 4 (hell), Reaktionszahl R = 3 (schwach sauer bis neutral), Temperaturzahl T = 5 (sehr warm-kollin), Nährstoffzahl N = 4 (nährstoffreich), Kontinentalitätszahl K = 2 (subozeanisch), Salztoleranz 1 (tolerant).
Warme Sommer begünstigen die Ausbreitung des Beifußblättrigen Traubenkrauts. Es wird damit gerechnet, dass die Pflanze ihr Verbreitungsgebiet unter den künftigen Klimabedingungen weiter in den Norden und Nordosten Europas ausbreiten wird.

## Systematik
Die Erstveröffentlichung erfolgte 1753 durch Carl von Linné in Species Plantarum. Synonyme für Ambrosia artemisiifolia L. sind: Ambrosia artemisiifolia var. elatior (L.) Descourtilz, Ambrosia artemisiifolia var. paniculata (Michaux) Blankinship, Ambrosia elatior L., Ambrosia glandulosa Scheele und Ambrosia monophylla (Walter) Rydberg.

## Allergie-Auslöser
Die Pollen des Traubenkrauts sind starke Allergie-Auslöser, in Deutschland sind 15,7 Prozent der Bevölkerung gegenüber Ambrosia-Pollen anfällig. Ab 6 Pollen pro Kubikmeter Luft reagieren empfindliche Personen allergisch, ab elf Pollen je Kubikmeter wird von einer starken Belastung gesprochen (zum Vergleich: bei Gräserpollen wird eine Konzentration von mehr als 50 Pollen pro Kubikmeter als starke Belastung bezeichnet). Die unbehandelte Allergie kann allergische Reaktionen der Augen und der Atemwege auslösen und im schlimmsten Fall auch zu Asthma führen. Der späte Blütezeitpunkt der Ambrosia von Juli bis Oktober bedeutet eine zusätzliche Belastung der Pollenallergiker durch eine Verlängerung der Pollensaison, wenn Gräserpollen nur noch in geringen Mengen fliegen.
Wissenschaftler des Helmholtz-Zentrums in München haben herausgefunden, dass sich die allergischen Reaktionen des Beifußblättrigen Traubenkrauts verstärken, wenn sie mit Stickstoffdioxid in Verbindung treten. Dadurch erhöht sich die Anzahl der Allergene und macht sie noch aggressiver.
Eine Kreuzallergie mit Goldrute, Sonnenblume, Kamille, Arnika und anderen Vertretern der Pflanzenfamilie der Korbblütler (Asteraceae oder Compositae) ist möglich.
Ein Forschungsbericht in der Fachzeitschrift Allergy vom Juni 2015 beleuchtet den Wirkmechanismus.
Es wird erwartet, dass durch die globale Erwärmung sowohl die Zahl der Betroffenen als auch die Schwere der Symptome stark ansteigen wird. Nach einer 2016 erschienenen Arbeit in Environmental Health Perspectives steigt demnach in Europa die Zahl der Betroffenen, die allergisch auf Pollen des Beifußblättrigen Traubenkrautes reagieren, von derzeit 33 Millionen auf ca. 77 Millionen, wobei die stärksten Zunahmen in Staaten wie Deutschland, Polen und Frankreich auftreten werden. Die Pollensaison verlängert sich zudem in weiten Teilen Europas bis September und Oktober.

## Maßnahmen gegen die Ausbreitung

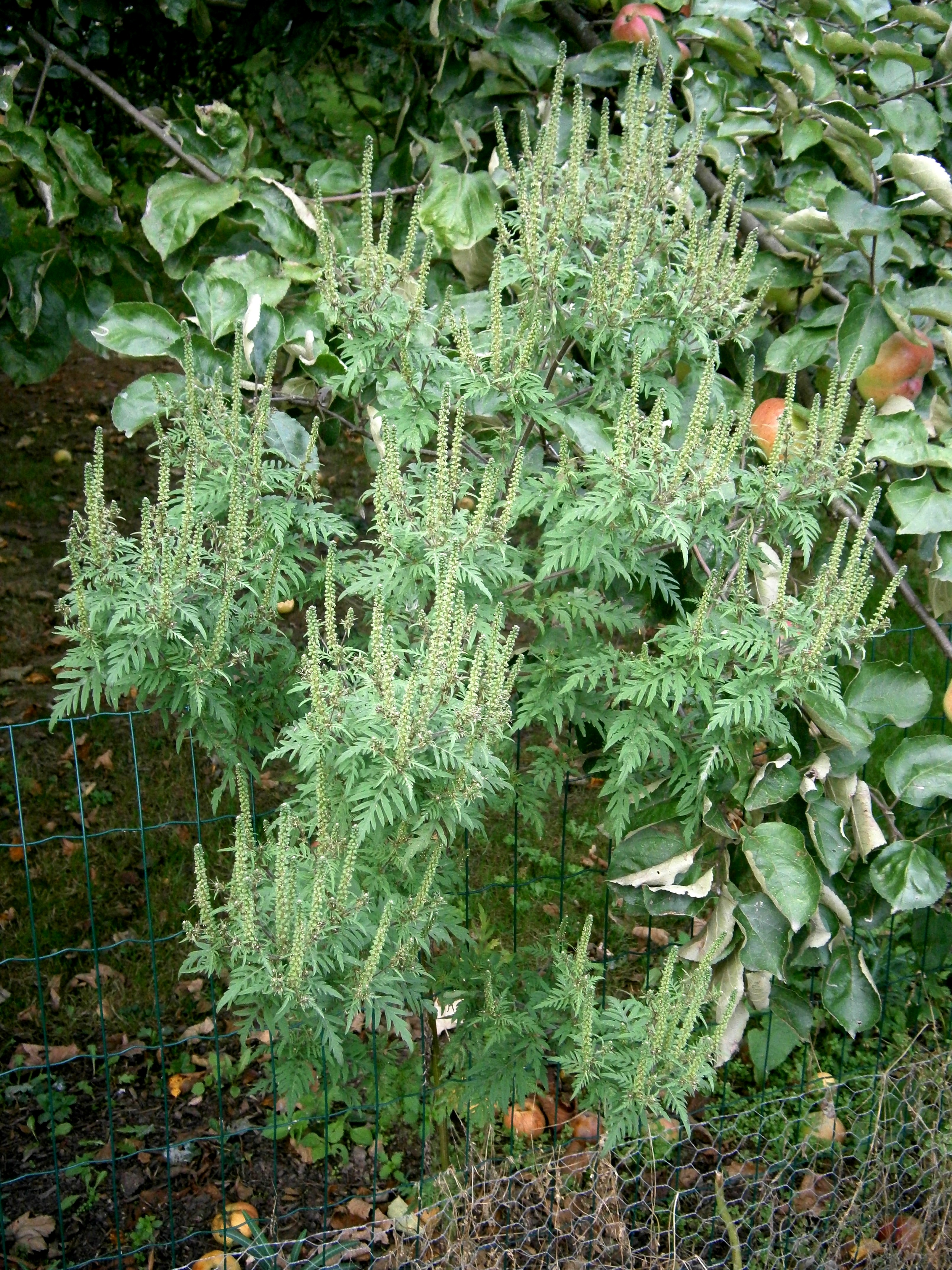
Beifußblättriges Traubenkraut in einem Hühnerstall in Belgien

Auf individueller Ebene wird dazu geraten, beim Kauf von Vogelfutter auf ambrosiafreie Produkte zu achten. Ambrosiapflanzen sollten, im Idealfall noch vor der Blütezeit, mitsamt Wurzeln ausgerissen bzw. ausgegraben und in einem Plastiksack über den Restmüll entsorgt werden. Von Verbrennung, Kompostierung oder Entsorgung über den Biomüll wird abgeraten, um eine Weiterverbreitung zu vermeiden.
Vorkommen auf öffentlichem Grund sollte man dem kommunalen Grünflächen- oder Pflanzenschutzamt melden. Da die Samen mehrere Jahre überdauern können, sollte man Stellen mit früheren Vorkommen über mehrere Jahre kontrollieren.
Beim Aufspüren von Vorkommen können speziell für die Pflanze abgerichtete Spürhunde helfen.
In Baden-Württemberg werden verschiedene Methoden zur Bekämpfung angewandt: laut LUBW 2015 wird heißes Wasser, Abflammen und globales Mähen betroffener Abschnitte angewandt. Solche Methoden werden jedoch vom Allergie-Zentrum-Charité, Berlin als unangemessen und übertriebener Eingriff ins Ökosystem bezeichnet.

### Europäische Union
Seit Juni 2011 verbietet eine EU-Verordnung die Einfuhr Ambrosia-haltiger Futtermittel. Damit soll ein Hauptverbreitungsweg unterbrochen werden.
SMARTER ist ein europäisches interdisziplinäres Netzwerk von Experten zur Kontrolle von Ambrosia, an dem Heilberufler, Aerobiologen, Ökologen, Ökonomen sowie atmosphärische und landwirtschaftliche Modellierer beteiligt sind.
Es wurde festgestellt, dass die invasive Käferart Ophraella communa das Beifußblättrige Traubenkraut in der Südschweiz und in Norditalien befiel und zu einer partiellen Zerstörung führte.

### Deutschland
In mehreren Bundesländern existierten im Jahr 2013 Meldestellen, die Ambrosia-Funde registrieren und kartieren und Verantwortliche auf die Notwendigkeit der Beseitigung hinweisen. In Bayern läuft seit 2007 ein umfangreiches Aktionsprogramm zur Eindämmung der Beifuß-Ambrosie, das zu zahlreichen Neufunden und neuen Erkenntnissen geführt hat. Die Bilanz ist gemischt, so konnten Vorkommen erfolgreich zurückgedrängt werden, allerdings befindet sich die Art weiter in Ausbreitung. In Nordrhein-Westfalen wurden zwischen 2007 und 2012 etwa 400 Standorte bei der landesweiten Ambrosia-Meldestelle gemeldet. In Zusammenarbeit von LANUV und örtlichen Behörden wurden die Vorkommen bekämpft, was teilweise zum Erlöschen der Bestände führte.

### Österreich
Die niederösterreichische Landesregierung, die burgenländische Landesregierung und die Medizinische Universität Wien stellten im Juli 2017 mit ragweedfinder.at (siehe Weblinks) eine Online-Meldestelle für Vorkommen des Beifußblättrigen Traubenkrautes in ganz Österreich vor. Die Initiatoren erhoffen sich eine Verbesserung der Datenlage, um die Bekämpfung von und den Umgang mit der Pflanze besser zu koordinieren.
Funde können auch in der Naturkalender ZAMG App gemeldet werden. Neben der Pollenvorhersage dient die Pflanze auch als Zeigerpflanze in der Phänologie zur Erforschung von Klimaveränderungen.

### Schweiz
Die Pflanze wurde in die Schwarze Liste der invasiven Neophyten der Schweiz aufgenommen und der Freisetzungsverordnung unterstellt. Seit Juli 2006 besteht eine Melde- und Bekämpfungspflicht für Ambrosia artemisiifolia. Eine Entschädigung für Landwirte, denen dadurch Schäden entstehen, ist vorgesehen.

### Ungarn
Seit Juli 2017 besteht eine Pflicht zur Beseitigung der Ambrosia. Verstöße dagegen werden als Ordnungswidrigkeit mit einem Bußgeld von zurzeit (Juli 2017) 15.000 – 5 Mio. Forint geahndet. Die Bekämpfungspflicht erstreckt sich auf so gut wie jedes Grundstück, inklusive landwirtschaftlicher und öffentlich genutzter Flächen jeder Art. Zur Meldung von Ambrosiabeständen wurde ein Internetportal eingerichtet.